# 1403 Idelsonia
1403 Idelsonia eller 1936 QA är en asteroid i huvudbältet, som upptäcktes 13 augusti 1936 av den ryske astronomen Grigorij N. Neujmin vid Simeiz-observatoriet på Krim. Den har fått sitt namn efter den rysk-sovjetiske astronomen Naum Idelson (1885–1951).
Asteroiden har en diameter på ungefär 26 kilometer och den tillhör asteroidgruppen Chloris.